# 南陽郡 (朝鮮)
南陽郡（ナミャンぐん、なんようぐん、朝: 남양군）は、かつて存在した京畿道の行政区域で、今日の華城市西部（南陽邑など）と、安山市大阜洞、仁川広域市甕津郡霊興面一帯にあたる。日本統治時代初期、1914年の行政区域改編で水原郡と合併し、島である大阜洞と霊興面は富川郡に吸収された。
寧堤（ヨンジェ、ねいてい、朝: 영제）、戈浦（クワポ、かほ、朝: 과포）は、南陽の異称である。

## 由来
古くは唐恩郡（タンウンぐん、とうおんぐん、朝: 당은군）、唐城郡（タンソンぐん、とうじょうぐん、朝: 당성군）と呼ばれた。百済や新羅が中国と往来した華城唐城（別名、党項城、당항성）が当地にあった。 党項城は、百済と新羅が、中国との交易（朝貢）で優位を占めようと、激しく争奪戦を繰り広げた場所であった。雨汀邑と長安面一帯は、三帰、ないし、三槐（サムグィ、さんき、삼귀）と称され、高麗時代には双阜県と呼ばれた。

## 歴史

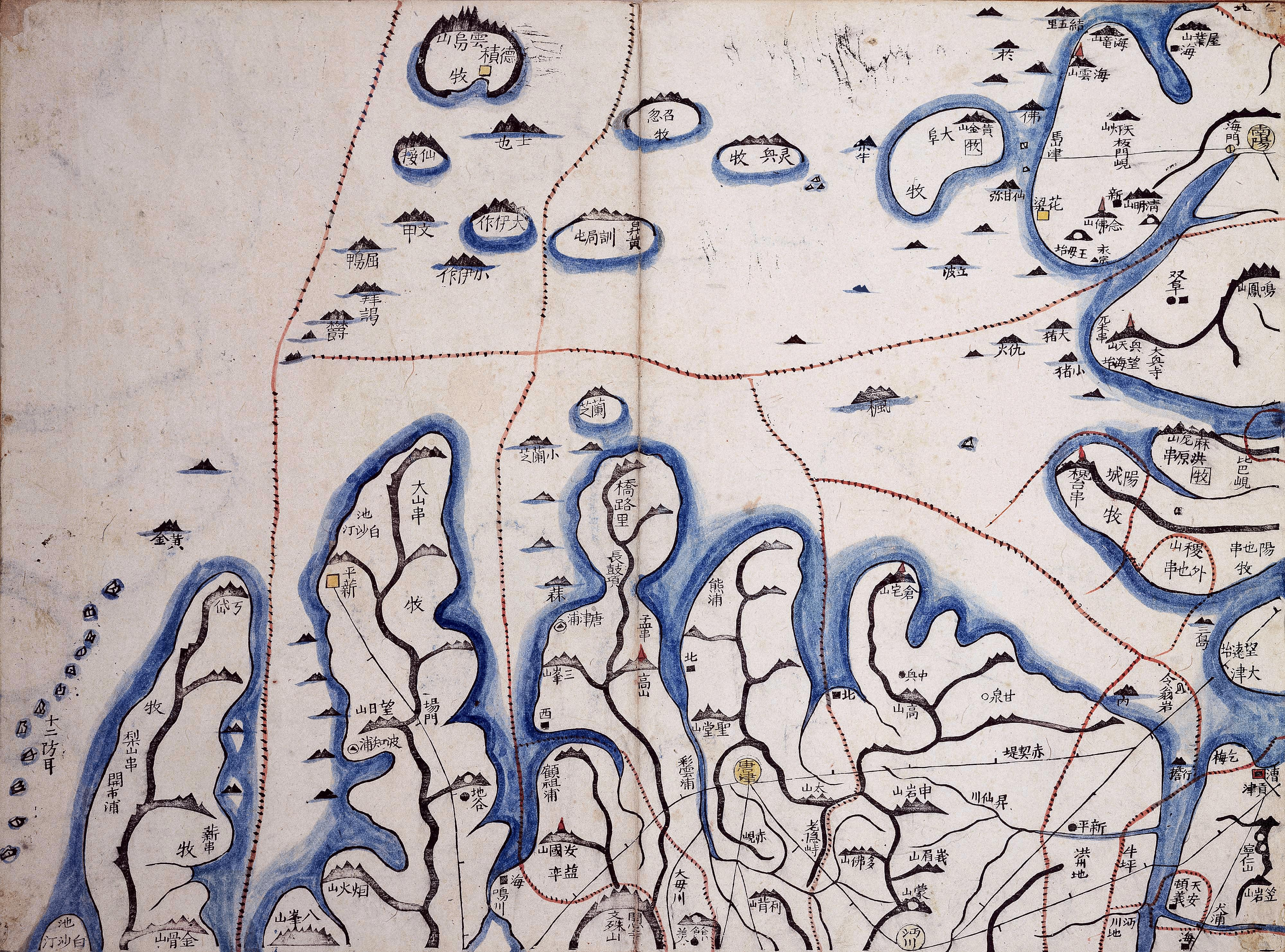
『大東輿地図』の一部。図の右上の部分に「大阜」、「双阜」などの地名が見える。

- 三韓時代の馬韓の爰襄国（원양국）、後の双阜県の地域は桑外国（상외국）であったと推定されている。
- 三国時代初期、百済の領域に属し、唐城（당성）と呼ばれ始めた。
- 高句麗の長寿王の時代以後、一時は高句麗に占領された。
- 百済の聖王の時代、しばらくの間は百済の領土として回復されたが、新羅の真興王が奪取して新羅に編入し、以降は党項城と呼ばれた。
- 757年、景徳王16年、行政制度の改編によって唐恩郡と改称された後、車城県（거성현）と振威県（진위현）の2県を管轄した[1]。
- 829年、興徳王4年、唐城鎮（당성진）が設置された。
- 高麗時代、双阜県と称され始めた。
- 1018年、顕宗9年、水州（水原）へ属郡として編入された。その後、再び弥鄒忽（朝鮮語版）（仁川）に編入された。
- 1172年、明宗2年、監務が設置された。
- 1271年、元宗12年、モンゴル帝国が大阜島を侵略したが、すぐに島の住民たちが蜂起して殲滅した。
- 1290年、忠烈王16年、洪茶丘の故郷として益州の名で昇格し、知益州事が派遣された。以後、江寧都護府や益州牧が設置された。
- 1310年、忠宣王2年、全国の牧（朝鮮語版）が廃止され、南陽府（도호부）となった。
- 1413年、朝鮮王太宗13年、南陽都護府（남양도호부）として再昇格した。
- 1644年、仁祖22年、県に降格。その後、1653年孝宗4年に都護府に戻り、再び1661年、顕宗2年に綱常罪（강상죄）事件で県で降格、1674年には再び都護府に復旧するという混乱が生じた。
- 1895年、陰暦5月1日、二十三府制の行政区域改編にともない、郡として再編されて仁川府南陽郡となった[2]。
- 1896年8月4日、京畿道南陽郡に改編された[3]。
- 1906年9月24日、水原郡から八灘面・分郷面・長安面・草長面・鴨汀面・梧城面を、仁川府から梨浦面を編入。[4]
- 1914年4月1日、大阜面と霊興面は富川郡に編入され、残りの地域は水原郡と統合された[5]。

1914年以後の歴史については富川郡（부천군）、水原郡（수원군）を参照。

## 行政区画
- 陰德里面 - 상동, 중동, 하동, 북동, 고서미동, 서미동(鼠尾洞), 서미동(瑞尾洞), 석문동, 산양동, 신양동
- 禾尺只面 - 외동, 중동, 내동, 장전동, 산화동, 수충동, 양철리, 분지동, 서호동, 문기동, 시리동, 송림동, 원막동, 천곡동
- 屯知串面 - 장곶동, 덕방동, 안의동, 거석동, 무송동, 신정동, 활초동, 온석동
- 分郷里面 - 상동, 신동, 하동, 안길리, 구밀동, 문언동, 석천동
- 双守里面 - 송정동, 중리동, 석교동
- 麻道面 - 송치동, 쌍봉동, 상원동, 청산동, 해문동, 백곡동, 금당동, 고모동, 슬항동
- 松山面 - 고잔동, 포막동, 중송동, 천등동, 독지동, 마산동, 화량동, 거지동
- 水山面 - 삼존동, 봉가동, 사강동, 육교동, 북일동
- 細串面 - 대각동, 원정동, 고잔동, 우음도, 고포동, 용수동, 대정동, 복정동, 천등동, 신동
- 西如堤面 - 칠곡동, 전곡동, 상림동, 대안리, 광평동, 장외동, 송교동
- 新里面 - 홍법동, 사곶동, 용두동, 궁평동, 백미동, 매화동, 제부동
- 旀知串面 - 포촌동, 유지동, 대전동, 신남동, 존의동, 건로동, 백로동, 동학동, 백학동, 검다동, 일수동, 구포동, 연화동, 이화동, 도파동
- 楮八里面 - 자양동, 신안동, 청령동, 요곡동, 상기동, 하기동, 하저동
- 八灘面 - 안산동, 상사천동, 하사천동, 독곡동, 전대동, 언창동, 발안동, 가재동, 율리동, 노상동, 입암동, 노하동, 덕우리, 장지동, 진월동
- 長安面 - 일동, 이동, 삼동, 사동, 오동, 육동
- 草長面 - 일동, 이동, 개원동, 삼동, 율전동, 사동, 오동, 육동, 칠동, 진학동
- 雨井面 - 일동, 이동, 삼동, 사동, 오동, 육동, 칠동, 팔동
- 鴨汀面 - 일동, 이동, 삼동, 사동, 오동, 육동, 칠동, 팔동, 구동, 국화도
- 大阜面 - 선감동, 풍도, 영전동, 용곶동, 진현동, 상동, 하동
- 霊興面 - 선재리, 내리, 외리, 자월리, 대이작리, 소이작리